# 塞切尼区
塞切尼区（匈牙利語：Szécsényi járás），是匈牙利诺格拉德州的一个区，总面积285.26平方公里，总人口19,587人（2011年），人口密度69人/平方公里。中心城市为塞切尼。

## 市镇
塞切尼区包含一个城镇和13个村庄。